# Gambrinus liga 2012-13
La Gambrinus liga 2012-13 fue la vigésima edición de la Gambrinus liga, la máxima categoría del fútbol profesional de la República Checa. El torneo se comenzó a disputar el día 27 de julio de 2012 y finalizó el 1 de junio de 2013.
El FC Viktoria Plzeň se adjudicó el campeonato por segunda vez en su historia.
El FC Vysočina Jihlava, que finalizó segundo de la Druhá liga la campaña anterior, vuelve a la categoría, acompañado del Football Club Zbrojovka Brno, que pese a finalizar en cuarta posición ocupa la plaza del FK Ústí nad Labem, campeón, pues su estadio no cumplía los requerimientos mínimos.

## Información de los equipos

### Datos de los clubes
| Club                    | Ciudad           | Estadio                                     | Capacidad |
| ----------------------- | ---------------- | ------------------------------------------- | --------- |
| Baník Ostrava           | Ostrava          | Bazaly                                      | 17.372    |
| Dukla Praga             | Praga            | Stadion Juliska                             | 8.150     |
| Dynamo České Budějovice | České Budějovice | E-On Stadion                                | 6.681     |
| FC Hradec Králové       | Hradec Králové   | Všesportovní stadion                        | 7.220     |
| FK Jablonec             | Jablonec         | Stadion Střelnice                           | 6.280     |
| FK Mladá Boleslav       | Mladá Boleslav   | Městský stadion (Mladá Boleslav)            | 5.000     |
| 1. FK Příbram           | Příbram          | Na Litavce                                  | 9.100     |
| Sigma Olomouc           | Olomouc          | Andrův stadion                              | 12.566    |
| Slavia Praga            | Praga            | Eden Arena                                  | 21.000    |
| 1. FC Slovácko          | Uherské Hradiště | Městský fotbalový stadion Miroslava Valenty | 8.121     |
| Slovan Liberec          | Liberec          | Stadion u Nisy                              | 9.900     |
| Sparta Praga            | Praga            | Generali Arena                              | 20.558    |
| FK Teplice              | Teplice          | Na Stínadlech                               | 18.221    |
| Viktoria Plzeň          | Pilsen           | Stadion města Plzně                         | 11.700    |
| Vysočina Jihlava        | Jihlava          | Stadion v Jiráskově ulici                   | 4.075     |
| Zbrojovka Brno          | Brno             | Městský stadion (Brno)                      | 12.550    |

### Equipos por región
| Región                       | N.º | Equipos                                     |
| ---------------------------- | --- | ------------------------------------------- |
| Praga                        | 3   | AC Sparta Praga, FK Dukla y SK Slavia Praga |
| Bohemia Central              | 2   | 1. FK Příbram y FK Mladá Boleslav           |
| Región de Liberec            | 2   | FC Slovan Liberec y FK Baumit Jablonec      |
| Región de Bohemia Meridional | 1   | SK Dynamo České Budějovice                  |
| Región de Hradec Králové     | 1   | FC Hradec Králové                           |
| Región de Moravia Meridional | 1   | FC Zbrojovka Brno                           |
| Región de Moravia-Silesia    | 1   | FC Baník Ostrava                            |
| Región de Ústí nad Labem     | 1   | FK Teplice                                  |
| Región de Pilsen             | 1   | FC Viktoria Plzeň                           |
| Región de Olomouc            | 1   | SK Sigma Olomouc                            |
| Región de Vysočina           | 1   | FC Vysočina Jihlava                         |
| Región de Zlín               | 1   | 1. FC Slovácko                              |

## Sistema de competición
La Gambrinus liga 2012/13 estuvo organizada por la Federación de Fútbol de la República Checa.
Constó de un grupo único integrado por dieciséis clubes de toda la geografía checa. Siguiendo un sistema de liga, los dieciséis equipos se enfrentaron todos contra todos en dos ocasiones -una en campo propio y otra en campo contrario- sumando un total de 30 jornadas. El orden de los encuentros se decidió por sorteo antes de empezar la competición.
La clasificación final se estableció con arreglo a los puntos obtenidos en cada enfrentamiento, a razón de tres por partido ganado, uno por empatado y ninguno en caso de derrota. Si al finalizar el campeonato dos equipos igualaron a puntos, los mecanismos para desempatar la clasificación fueron los siguientes:
1. El que tenga una mayor diferencia entre goles a favor y en contra en los enfrentamientos entre ambos. (Gol average)
2. Si persiste el empate, se tiene en cuenta la diferencia de goles a favor y en contra en todos los encuentros del campeonato.
3. Si aún persiste el empate, se tiene en cuenta el mayor número de goles a favor en todos los encuentros del campeonato.

Si el empate a puntos es entre tres o más clubes, los sucesivos mecanismos de desempate fueron los siguientes: 
1. La mejor puntuación de la que a cada uno corresponda a tenor de los resultados de los partidos jugados entre sí por los clubes implicados.
2. La mayor diferencia de goles a favor y en contra, considerando únicamente los partidos jugados entre sí por los clubes implicados.
3. La mayor diferencia de goles a favor y en contra teniendo en cuenta todos los encuentros del campeonato.
4. El mayor número de goles a favor teniendo en cuenta todos los encuentros del campeonato.
5. El club mejor clasificado con arreglo a los baremos de fair play.

### Efectos de la clasificación
El equipo que más puntos sumó al final del campeonato fue proclamado campeón de liga y obtuvo el derecho automático a participar en la segunda ronda previa de la Liga de Campeones de la UEFA. El segundo y tercero obtuvieron el derecho a participar en la segunda ronda previa de la Liga Europea de la UEFA.
El campeón de la Copa de la República Checa obtuvo la clasificación a la tercera ronda previa de la Liga Europea de la UEFA. Los clasificados en posición 15º y 16º descendieron directamente a la segunda categoría checa.

## Clasificación
|  |     | Equipo                     | PJ | PG | PE | PP | GF | GC | DG  | PTS |
|  | --- | -------------------------- | -- | -- | -- | -- | -- | -- | --- | --- |
|  | 1.  | FC Viktoria Plzeň          | 30 | 20 | 5  | 5  | 54 | 21 | +33 | 65  |
|  | 2.  | AC Sparta Praga            | 30 | 19 | 6  | 5  | 55 | 23 | +32 | 63  |
|  | 3.  | FC Slovan Liberec          | 30 | 16 | 6  | 8  | 46 | 34 | +12 | 54  |
|  | 4.  | FK Baumit Jablonec         | 30 | 13 | 10 | 7  | 49 | 41 | +8  | 49  |
|  | 5.  | SK Sigma Olomouc           | 30 | 13 | 8  | 9  | 38 | 29 | +9  | 47  |
|  | 6.  | FK Dukla Praga             | 30 | 11 | 13 | 6  | 48 | 37 | +11 | 46  |
|  | 7.  | SK Slavia Praga            | 30 | 11 | 9  | 10 | 41 | 32 | +9  | 42  |
|  | 8.  | FK Mladá Boleslav          | 30 | 10 | 8  | 12 | 34 | 43 | –9  | 38  |
|  | 9.  | 1. FC Slovácko             | 30 | 10 | 7  | 13 | 37 | 41 | –4  | 37  |
|  | 10. | FC Vysočina Jihlava (A)    | 30 | 7  | 15 | 8  | 36 | 42 | –6  | 36  |
|  | 11. | 1. FK Příbram              | 30 | 7  | 11 | 12 | 27 | 39 | –12 | 32  |
|  | 12. | FK Teplice                 | 30 | 8  | 8  | 14 | 36 | 47 | –11 | 32  |
|  | 13. | FC Zbrojovka Brno (A)      | 30 | 9  | 5  | 16 | 34 | 53 | –19 | 32  |
|  | 14. | FC Baník Ostrava           | 30 | 7  | 8  | 15 | 34 | 44 | –10 | 29  |
|  | 15. | SK Dynamo České Budějovice | 30 | 7  | 5  | 18 | 24 | 49 | –25 | 26  |
|  | 16. | FC Hradec Králové          | 30 | 5  | 10 | 15 | 27 | 44 | –17 | 25  |

- (A) Club ascendido la temporada anterior.

|  | Campeón y clasificado para la Liga de Campeones de la UEFA 2013-14 |
|  | Clasificado para la Liga Europea de la UEFA 2013-14                |
|  | Descendido a la Druhá liga 2013-14                                 |

## Máximos goleadores
| Pos | Jugador          | Club           | Goles |
| --- | ---------------- | -------------- | ----- |
| 1   | David Lafata     | Sparta Praga   | 20    |
| 2   | Václav Kadlec    | Sparta Praga   | 14    |
|     | Michal Ordoš     | Sigma Olomouc  | 14    |
| 4   | Libor Došek      | Slovácko       | 13    |
| 5   | Aidin Mahmutović | Teplice        | 12    |
| 6   | Marek Bakoš      | Viktoria Plzeň | 10    |
| 6   | Stanislav Tecl   | Viktoria Plzeň | 10    |

## Campeón
| Campeón FC Viktoria Plzeň 2.º título |